# 907

## Narození
- Svatý Václav, český kníže († 28. září 929 nebo 935)

## Úmrtí
- 2. května – Boris I., bulharský kníže (* 828)
- Mojmír II., velkomoravský kníže od roku 894
- Ismáíl Sámání, perský emír v Transoxánii a Chorásánu

## Hlavy států
- České knížectví – Spytihněv I.
- Velkomoravská říše – Mojmír II.
- Papež – Sergius III.
- Anglické království – Eduard I. Starší
  - Mercie – Æthelred
- Skotské království – Konstantin II. Skotský
- Východofranská říše – Ludvík IV. Dítě
- Západofranská říše – Karel III.
- Uherské království – Arpád – Zoltán
- První bulharská říše – Symeon I.
- Byzanc – Leon VI. Moudrý